# NGC 1625
NGC 1625 este o galaxie spirală situată în constelația Eridanul. A fost descoperită în 24 noiembrie 1827 de către John Herschel. Se află la o distanță de 56,75 de megaparseci de Pământ.